# Plaça d'Anna Frank
La plaça d'Anna Frank es troba a la Vila de Gràcia de Barcelona, entre la travessia de Sant Antoni i el carrer de Jaén, molt a prop de l'estació del metro de Fontana. Va ser inaugurada elfebrer del 1998, i va ser objecte d'una lleugera remodelació l'any 2009. Les espècies de vegetació que es troben plantades són l'arbre ampolla (Brachychiton populneus) i l'heura (Hedera helix).

## Història i descripció
La iniciativa de dedicar un espai públic de la ciutat de Barcelona a la figura històrica d'Anne Frank té l'origen en la Plataforma pel carrer Anna Frank, creada a principis de maig del 1995, quan proposaven que el tram del carrer de Sèneca, entre el de la Riera de Sant Miquel i la Via Augusta, on estava ubicada la Llibreria Europa, establiment dedicat a publicacions d'enaltiment i defensa del feixisme, l'extrema dreta i el nazisme, fos rebatejat com a d'Anne Frank, com a símbol de les víctimes de l'holocaust. La plataforma va recollir signatures a favor de la iniciativa, obtenint el suport de fins a 72 associacions ciutadanes (entre els quals hi havia SOS Racisme, l'Associació de Veïns de Gràcia o Amical de Mauthausen) que posteriorment entregaren al Consell del districte de Gràcia per tal que realitzés els tràmits necessaris. Si bé la proposta tingué el suport de tots els partits polítics amb representació al consistori, amb especial significació de la regidora per ERC i tinenta d'alcalde Pilar Rahola, no arribà a realitzar-se en l'emplaçament indicat.

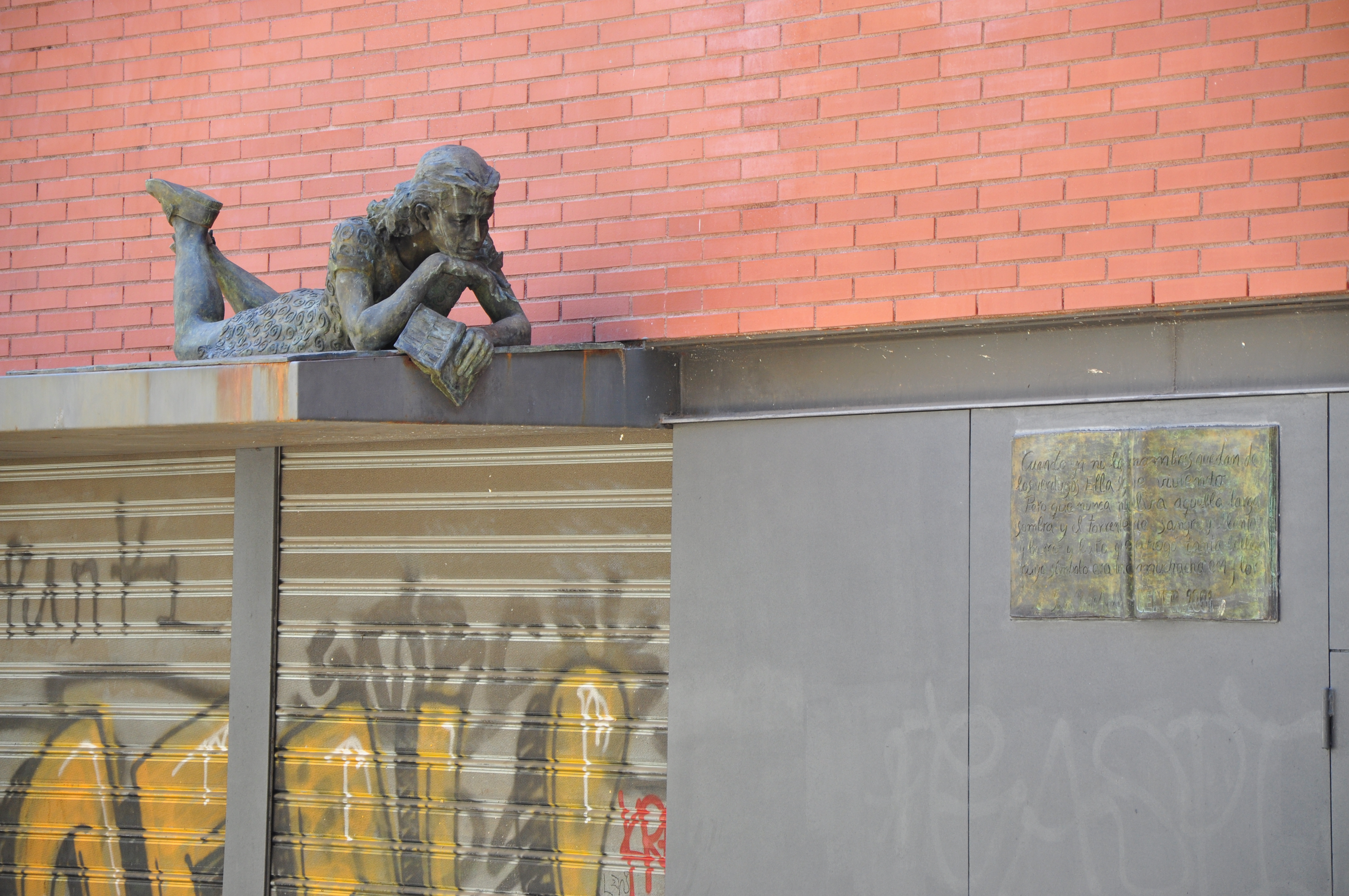
Vista de l'estàtua

Finalment, el 4 d'abril del 1997, l'Ajuntament de Barcelona acordà la dedicació de la plaça d'Anna Frank. Aquest indret, de nova creació, ideat per l'arquitecte Ignasi Sanfeliu i inaugurat per l'alcalde Joan Clos el 13 de febrer del 1998, va permetre la comunicació entre la travessia de Sant Antoni i el carrer de Jaén. L'emplaçament triat, però, no era el mateixa que havia proposat a Plataforma pel crrer Anna Frank.
El 2001, a mitja alçada d'una de les parets mitgeres que donen a la plaça, s'hi va instal·lar un mural de ceràmica dedicat a Anne Frank, realitzat per alumnes de l'Escola Massana. Lamentablement, la construcció del nou edifici del Centre Artesà Tradicionàrius (CAT) el 2008 en va suposar la pèrdua. El 5 d'abril del 2009, la plaça va ser inaugurada de nou després d'haver estat objecte d'una petita remodelació, que va comportar la reducció de l'espai disponible en una desena de metres quadrats, a la vegada que ho feia el nou Centre Artesà Tradicionàrius. A sobre de la seva marquesina s'hi traslladà l'estàtua d'Anna Frank, fins al moment orientada cap al carrer d'Astúries i ara ho estava cap a la travessia de Sant Miquel. Per al paviment es va optar pel formigó acolorit pel paviment.
L'estiu del 2023, l'Ajuntament va enderrocar la finca de la travessia de Sant Antoni, 10-12 bis, el solar del qual està destinat a la modificació del Pla General Metropolità en l'àmbit de la prolongació de la Rambla de Prat (2021) a la construcció d'un bloc d'habitatge públic i l'ampliació de la plaça. A l'espera de l'execució d'aquest planejament, el consistori va decidir engrandir temporalment l'espai reservat a la plaça, afegint-t'hi aquesta parcel·la, que es va obrir al públic l'abril del 2024. Aquest nou espai disposa de bancs, fanals, seients de formigó i sauló en el paviment. La situació de sequera a la ciutat en aquell moment va impedir plantar-hi cap mena de vegetació, com es habitual en aquest tipus d'espais públics, convertint-se en un espai gris, essent una de les principals objeccions per part del veïnat.

### Monòlit
Des dels seus inicis, presideix l'entrada a la plaça per la travessia de Sant Antoni un monòlit d'acer patinable (190 x 198 x 135 cm) amb la transcripció d'un dels passatges del diari personal d'Anne Frank, del 15 de juliol de 1944, tres setmanes abans de ser capturada, conjuntament amb seva família i uns amics, per les forces del nazisme, el 4 d'agost del 1944, per ser deportats a camps de concentració. Les inscripcions, pel davant són en català i pel darrere en castellà, són les següents:
| «                                                                                               | PL. ANNA FRANK 1929 -1945 Veig com el món va essent transformat a poc a poc en un desert, puc / escoltar cada vegada més fort el tro imminent que ens haurà de matar, puc / sentir el sofriment de milions de persones i, amb tot, quan miro el cel, penso / que un dia tot tornarà a ésser bo, que tota aquesta duresa també ha de tenir / un final. Reposició del monòlit per acte vandàlic. Ajuntament de Barcelona / Districte de Gràcia / Renovació de la plaça d’Anna Frank / Inaugurada per l’Excel·lentíssim Alcalde de Barcelona Sr. Joan Clos. | » |
| — Anna Frank, Diari d'Anne Frank: 15 de juliol de 1944. (El text també és present en castellà.) | |   |

L'actual n'és una reposició, donat que l'original va quedar irrecuperable després de patir un acte vandàlic per part de l'extrema dreta, conducta repetida, lamentablement, envers a monuments i reconeixements erigits en nom d'Anne Frank, a arreu d'Europa i del món.

### Estàtua
A més a més, l'any 2001, aprofitant una remodelació de la plaça, es col·locà una estàtua de bronze en honor a Anne Frank, obra de Sara Pons Arnal. Situada a sobre de la marquesina del Centre Artesà Tradicionàrius, Anne Frank queda representada en posició estirada de bocaterrosa i sostenen obert, amb la mà esquerra, el seu reconegut diari personal amb una mirada reflexiva. A la mateixa façana, a una distància propera però inferior, com a element del mateix conjunt, hi ha dues pàgines, també de bronze, que recullen, en castellà, les següents paraules, com a reflexió i reconeixement de l'autora de l'estàtua, Sara Pons:

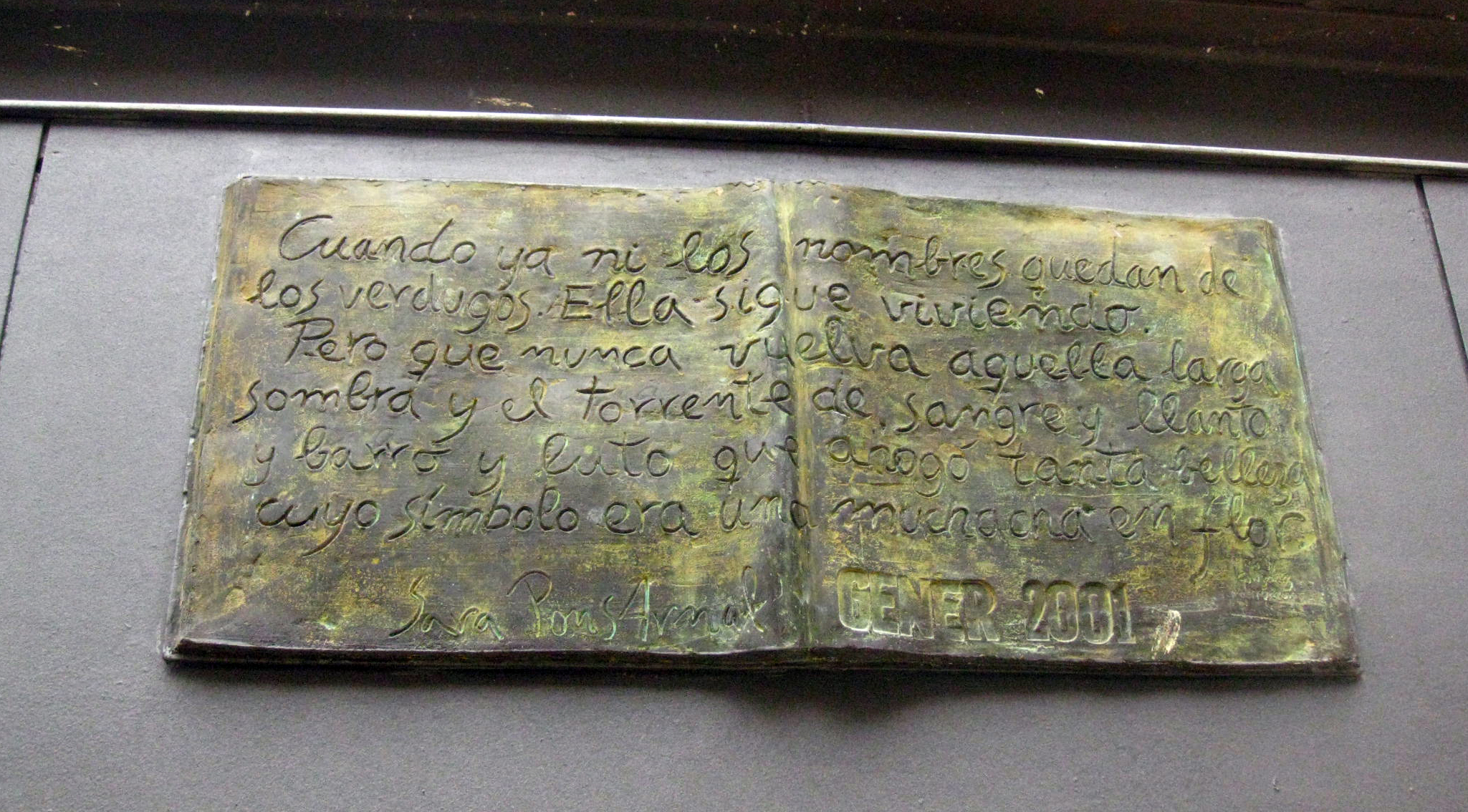
Element en forma de diari obert de l'estàtua a Anne Frank, amb paraules de reconeixement de Sara Pons

| «                              | Cuando ya ni los nombres quedan de los verdugos. Ella sigue viviendo. Pero que nunca vuelva aquella larga sombra y el torrente de sangre y llanto y barro y luto que ahogó tanta belleza, cuyo símbolo era una muchacha en flor. | Quan ja ni els noms queden dels botxins. Ella continua vivint. Però que mai no retorni aquella llarga ombra i el torrent de sang i plor i fang i dol que ofegà tanta bellesa, el símbol de la qual n'era una noia en flor. (Traducció al català) | » |
| — Sara Pons Arnal - Gener 2001 | | |   |

### Paviment del carrer de Sèneca
D'altra banda, l'any 2001, l'Ajuntament de Barcelona va acabar recollint l'esperit inicial de la proposta de la Plataforma Cívica pel Carrer Anna Frank en el moment de reurbanitzar el carrer de Sèneca. Es va optar per fer el vial de plataforma única i reservat a vianants, incorporant elements d'art públic d'acer patinable i panots encastats en el paviment en record a Anne Frank i, per extensió, a les víctimes del nazisme i del feixisme.